# Демутов трактир
«Демутов трактир», «Демут» или «Дом майорши Тиран» был одной из самых популярных гостиниц Санкт-Петербурга до революции. Гостиница располагалась на месте сквозного участка дома № 27 на Большой Конюшенной улице и на месте дома № 40 на набережной реки Мойки. 
«Демутов трактир» почти сразу после своего открытия приобрёл славу одного из лучших гостиничных домов в Санкт-Петербурге. Здесь находил убежище знаменитый русский поэт А. С. Пушкин, а также останавливались другие литераторы. Гостиница прекратила своё существование в конце XIX века. В её помещениях до революции работал ресторан «Медведь», с 1939 года здесь располагался «Ленинградский театр эстрады и миниатюр» (с 2002 года «Театр эстрады имени А. И. Райкина»).

## История
В 1760—1770-х годах участок между Большой Конюшенной и Мойкой приобрёл купец Филипп Якоб Демут, уроженец Страсбурга, чтобы построить там заезжий дом. В 1796 году при гостинице был построен трёхэтажный трактир. В тот момент трактир особенно выделялся большим количеством гостиничных номеров и считался самым комфортабельным заведением подобного типа в городе. В зале трактира также устраивали концерты и аукционы. Заведение было рассчитано на обеспеченных гостей и приобрело известность уже в 1770-х годах. В тот момент столица быстро раздвигала свои границы; трактир, оказавшись на престижном месте, пользовался большим спросом и стал самой популярной гостиницей. В 1796 году Демут построил новое здание в три этажа, превратив новое заведение в один из самых комфортных трактиров в городе.

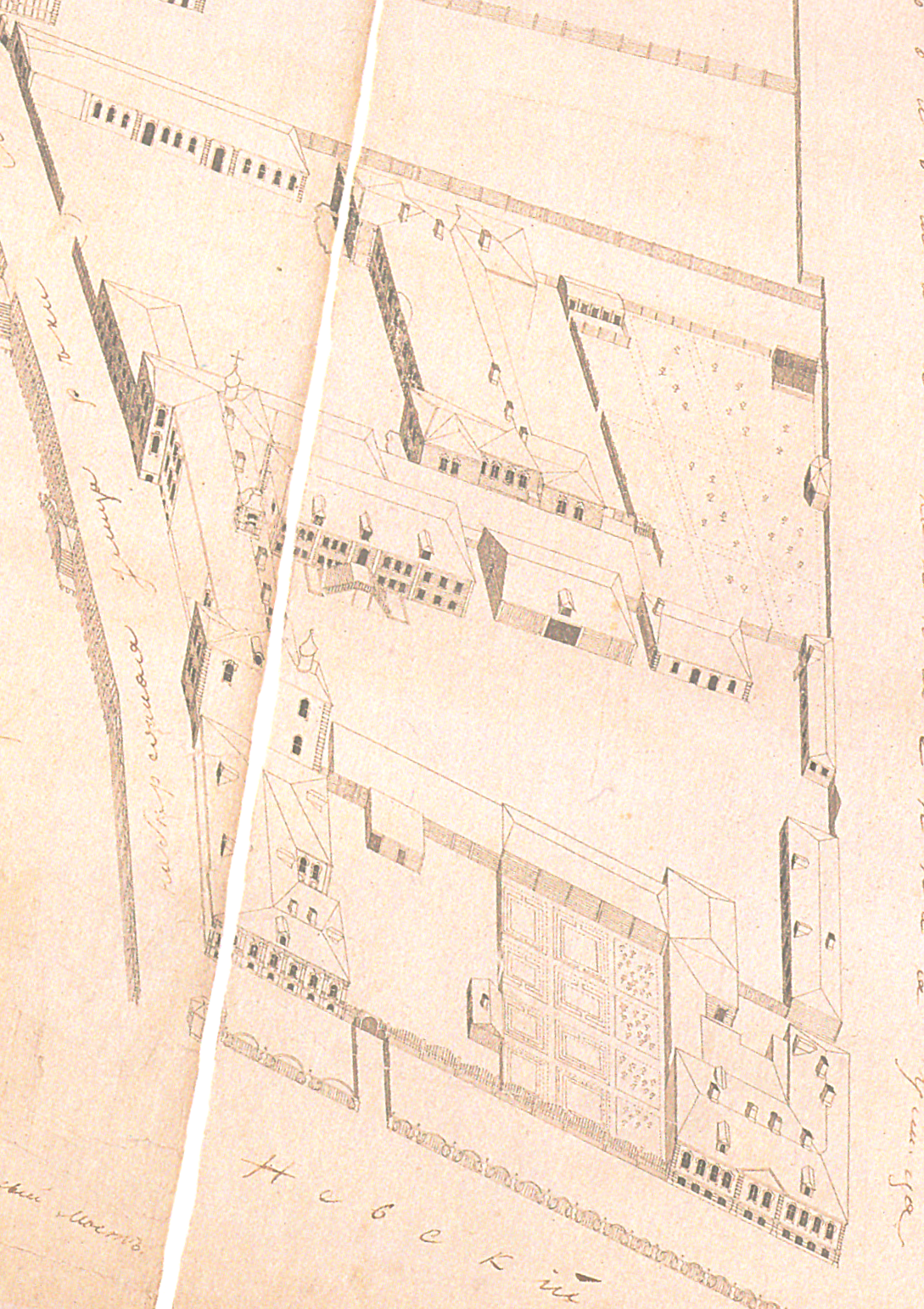
Участок на месте Большой конюшенной 27 — 31, существовавший во второй половине XVIII века

В 1802 году трактир достался в наследство дочери Демута Елизавете Филипповне, вышедшей замуж за Франца фон Тирана, адъютанта военного губернатора П. А. Палена. «Майорша Тиран» стала надстраивать трактир, а в 1833 году на месте трактира начала строить новое трёхэтажное здание по проекту архитектора А. З. Комарова. В тот момент комнаты в заведении сдавалась за 50-150 рублей в месяц, и снимать их требовалось как минимум одну неделю. Английский путешественник доктор Грэнвилль останавливался в трактире и заметил, что почти все номера там состояли из двух комнат, одна из которых была спальней. Табльдот стоил 10-12 рублей в день, за вина и услуги требовалось платить отдельно. В 1837 году, после смерти майорши Тиран, трактир перешёл к её сыну Юрию Францевичу, который продал заведение, чтобы на полученные деньги расширить свои имения.

К 1850-м годам здание обветшало, и его приобрёл советник Степан Воронин, который по проекту архитектора А. С. Кирилова перестроил надворные флигели, надстроил наружные корпуса, обновил мебель и улучшил качество обслуживания. В гостинице работал шахматный клуб под председательством М. И. Чигорина. В тот момент в «Демутовом трактире» было 60 номеров, которые почти всегда были заполнены. Даже самые дешёвые однокомнатные номера с видом во двор стоили не менее 25 рублей в месяц. В 1860-х годах, во время биржевой лихорадки в период быстрого развития российской промышленности, многие граждане стремились приобрести быстро растущие в цене ценные бумаги, и в городе возникла биржевая игра. 104 финансиста решили создать теневую «Демутову биржу» на территории гостиницы, устанавливая курс ценных бумаг до начала торгов. Так «Демутов трактир» превратился в штаб биржевых спекуляций. В гостинице постоянно собирались «демутовцы» — маклеры, банкиры, чиновники, генералы, чтобы установить цены и затем отправиться на биржу.

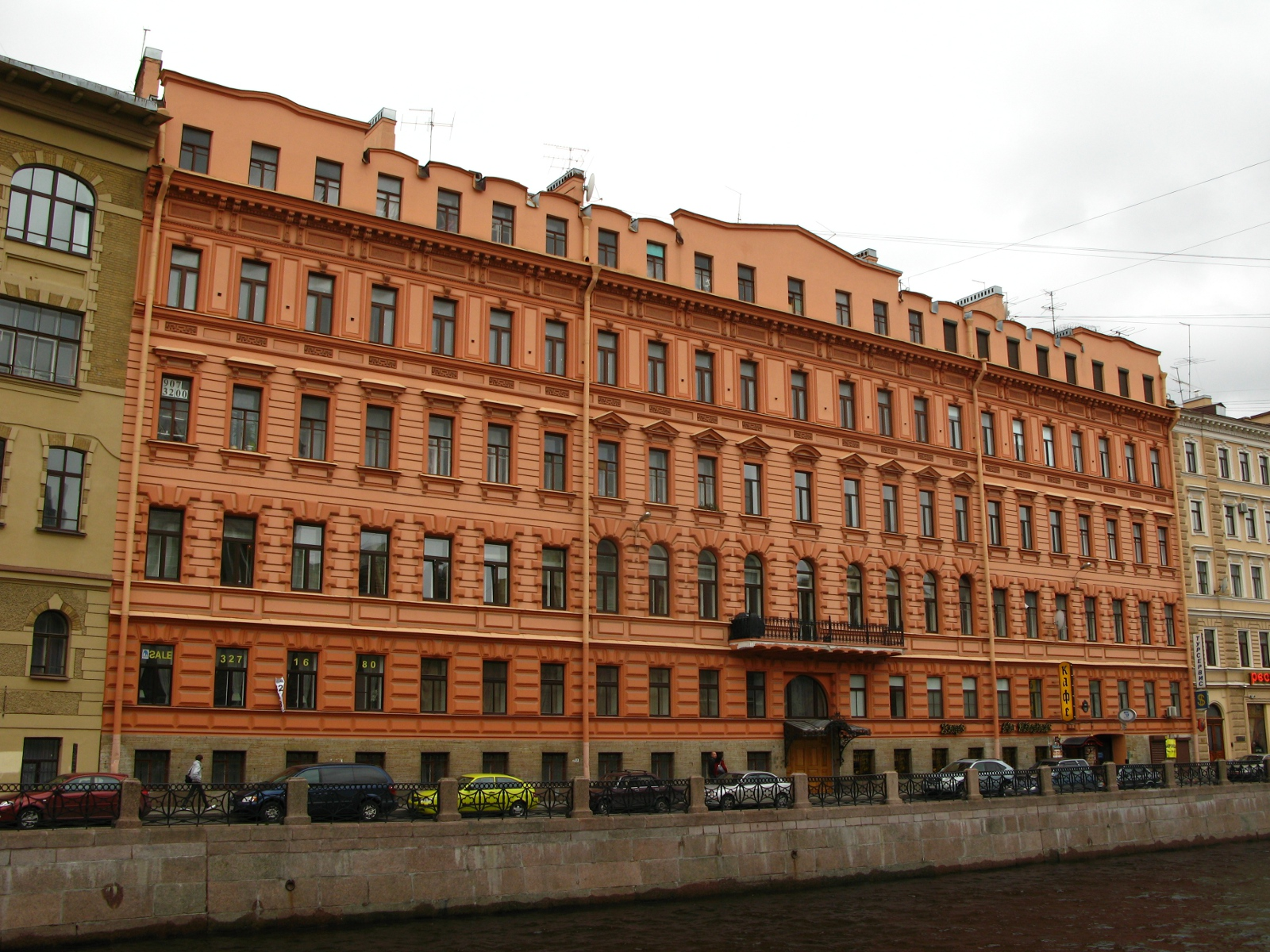
Дом на набережной Мойки 40, где располагалась западная сторона «Демута»

В 1870-х годах владельцем территории стал купец второй гильдии А. А. Ломач, который построил во дворе новый зал с водяным отоплением. Незадолго до закрытия зал с отоплением был расширен, и на его месте был открыт театр «Фантазия». Ломач также установил в здании паровой локомобиль для освещения всей гостиницы. В здании также работал «Театр новостей». В 1880-х годах гостиничные здания приобрело Петербургское городское кредитное общество, сама гостиница была закрыта. В 1894 году территорию бывшей гостиницы приобрёл П. П. фон Дервиз, перестроивший здания по Большой Конюшенной и по набережной Мойки в доходные дома и надстроивший корпуса четвёртым и пятым этажами по проекту А. Ф. Красовского. Фасады зданий приобрели множество архитектурных украшений. Для здания по Большой Конюшенной характерен полный ордер — пилястры на пьедесталах высотой в два этажа, но при этом фасад маловыразителен из-за мелкопрофильных деталей и равномерно расположенных оконных проёмов.

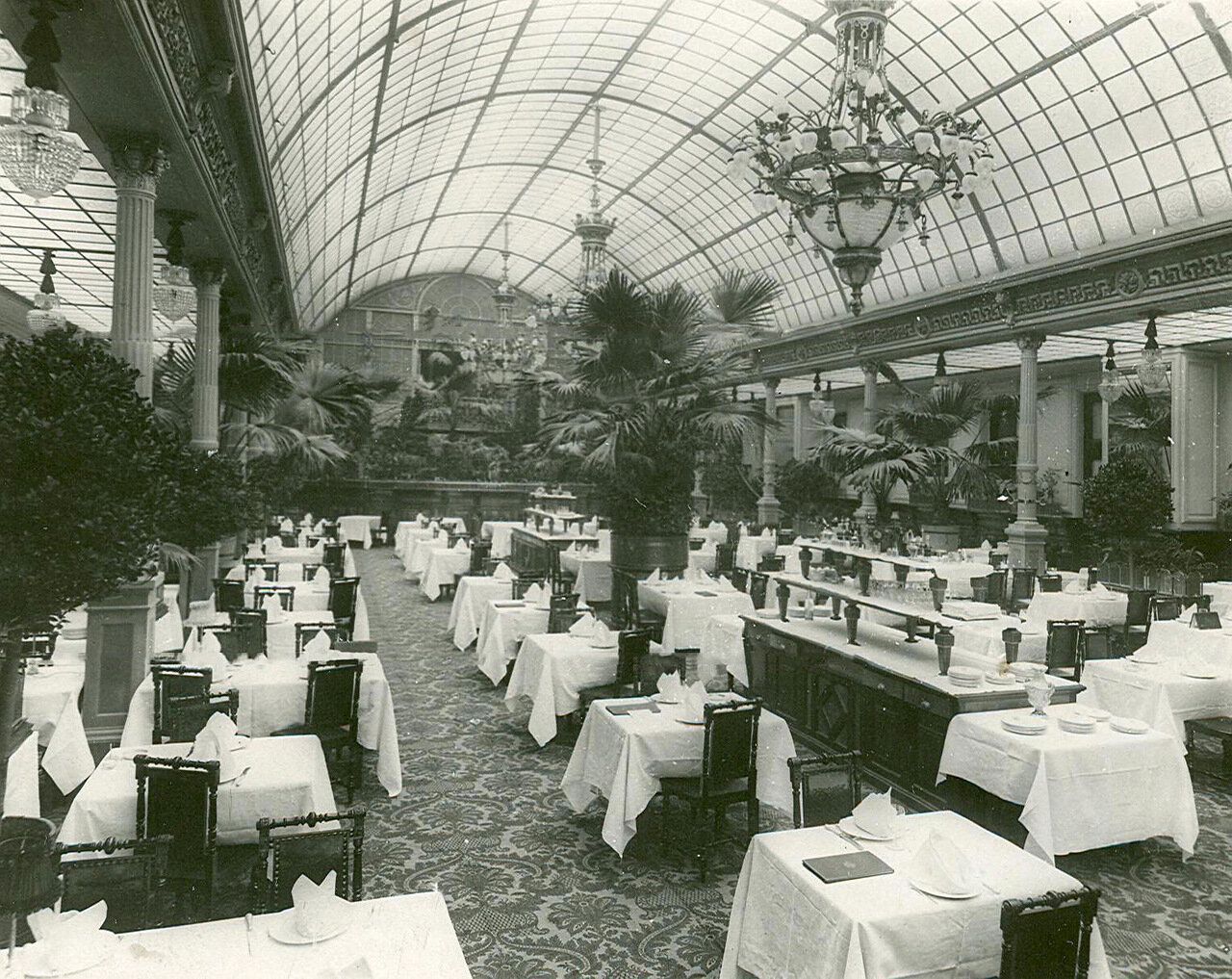
Большой зал ресторана «Медведь»

В начале XX века сквозной территорией и строениями на ней владели великие князья Кирилл и Борис Владимировичи. Они сдавали помещения банку, а также ресторатору Судакову, который решил расширить свой ресторан «Медведь», переоборудовав часть помещений бывшей гостиницы. В начале XX века уже значительная часть здания была занята рестораном. Незадолго до революции Судаков хотел вновь приспособить помещения дома под гостиницу на 200 номеров. В 1898 году при организации ресторана «Медведь» внутренний дворик был перекрыт по проекту А. Ф. Красовского металлическим остеклённым сводом, здесь был устроен большой зимний сад. Это был один из первых атриумов в Санкт-Петербурге. Позже помещения зимнего сада занял Русский торгово-промышленный коммерческий банк.
В советское время в здании на Большой Конюшенной работали разные организации, в 1929 году большую часть помещений занял детский театр «Пионер-ТРАМ». Летом 1934 года зал был переделан по проекту М. Кроткина; с 1935 года его занимал филиал ТЮЗа, с 1938 года в здании работает Ленинградский театр эстрады и миниатюр.

## Посетители
«Демутова трактир» посещали многие знаменитости, литераторы часто писали свои произведения писали в его номерах: это Пушкин, Грибоедов, Батюшков, Чаадаев, Герцен, Тургенев и другие. Здесь также останавливались Пестель, Бисмарк. В трактире имелись красивые апартаменты, в которых предпочитали оставаться богатые негоцианты, знатные путешественники или иностранные посланники. Алексей Салтыков когда-то занял в трактире целый этаж с коллекцией восточного оружия и ковров.
В 1811 году 12-летний Пушкин впервые приехал в Петербург поступать в Царскосельский лицей, тогда в городе он поселился со своим дядей в «Демуте». Позже Пушкин часто останавливался в гостинице и всегда выбирал скромный номер 10, где работал над «Евгением Онегиным» и за три недели написал «Полтаву». Пушкин также здесь развлекался с друзьями и играл в карты. В последний раз уже женатый Пушкин снимал здесь номер в 1831 году перед тем, как приобрести собственное жильё.
Здесь также несколько раз останавливался писатель Грибоедов, первый раз — в 1824 году. Именно в номере «Демута» он переписывал концовку «Горя от ума». Когда писатель второй раз останавливался в отеле, он вёз с собой Туркманчайский мирный договор, завершивший Русско-персидскую войну 1826—1828 годов. В этот момент он также встретился с Пушкиным, писавшим в маленьком номере «Полтаву». Также Тургенев посылал отсюда любовные записки Полине Виардо и сделал гостиницу местом смерти главной героини в повести «Первая любовь». В «Демутовом трактире» останавливался философ Пётр Чаадаев, любивший украшать помещения номеров по своему вкусу. Пушкин вдохновлялся переоборудованным номером философа в своём романе «Евгений Онегин» для описания кабинета главного героя.

## Интерьеры

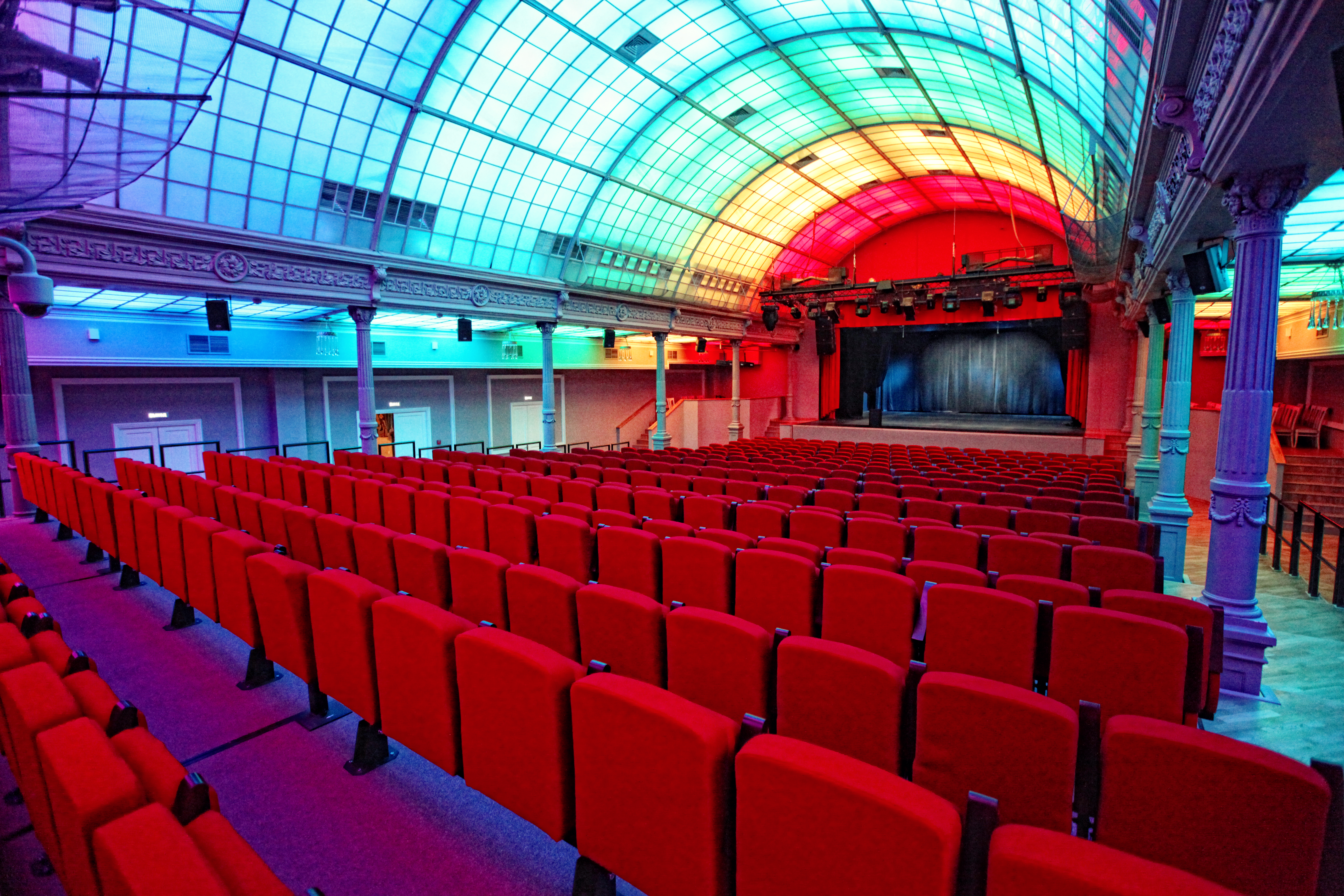
Зал театра в 2012 году

Потолок современного гардероба театра, отделка которого относится к эклектическому стилю XIX века, кессонирован, расположен на стоящих на балюстрадах коринфских колоннах. Правая аркада сделана из натурального мрамора, левая — имитация под мрамор. Из-за цветовой гаммы (тёмно-красные колонны, оливково-зелёные вставки над архивольтами, тёпло-белый мрамор) предполагается, что мраморная аркада была привезена из Италии.
Гладкие стены бокового гардероба опоясывает лепной фриз, на потолке сделан плоский орнамент с лилиями. На торцевой стене расположен камин, на который опирается белое изразцовое орнаментальное панно в обрамлении пилястр и доходящего до потолка лучкового фронтона.
У клациссического фойе три пролёта, больший из которых расположен по центру. Боковые отделены широкими порталами с колоннами ионического ордера, на которых расположены арки лучковых очертаний. Стены отделены от потолка карнизом на модульонах. Помещение украшено мраморными тёпло-золотистыми колоннами стилизованного ионического ордера и бронзовыми вазами.
При создании зрительного зала остеклённую поверхность заменили на сводчатый потолок, покрытый сеткой квадратов с небольшими розетками-кнопками. Держащие свод каннелированные металлические стилизованные коринфские колонны в 1930-х годах спрятали в пилоны (оставив несколько в районе сцены незакрытыми). Шагу пилонов отвечают подчёркивающие кривизну поверхности потолка арочные тяги. Пилоны оформляет лёгкий раскрепованный карниз на модульонах. Стены палевые, на белом фоне подчёркнуто видны золочёные розетки и скульптурные тяги, архивольт декорирован золочёными иониками.
В 2010—2011 годах прошла комплексная реставрация с восстановлением исторических интерьеров. Исторические колонны были сохранены, над залом построена освещаемая разноцветными прожекторами фальшивая стеклянная крыша.